# Monohelea paranigripes
Monohelea paranigripes är en tvåvingeart som beskrevs av Saha och Gupta 1991. Monohelea paranigripes ingår i släktet Monohelea och familjen svidknott.
Artens utbredningsområde är Assam (Indien). Inga underarter finns listade i Catalogue of Life.